# Жиліни
Жиліни (пол. Żyliny) — село в Польщі, у гміні Сувалки Сувальського повіту Підляського воєводства.
Населення — 80 осіб (2011).
У 1975-1998 роках село належало до Сувальського воєводства.

## Демографія
Демографічна структура станом на 31 березня 2011 року:
|          | Загалом | Допрацездатний вік | Працездатний вік | Постпрацездатний вік |
| -------- | ------- | ------------------ | ---------------- | -------------------- |
| Чоловіки | 51      | 11                 | 37               | 3                    |
| Жінки    | 29      | 5                  | 20               | 4                    |
| Разом    | 80      | 16                 | 57               | 7                    |